# The Elder Scrolls II: Daggerfall
『The Elder Scrolls II: Daggerfall』（ジ・エルダー・スクロールズ・ツー・ダガーフォール）はベセスダ・ソフトワークスによって開発および発売されたコンピュータゲーム。
アクションRPG・The Elder Scrollsシリーズの第2作目であり、『The Elder Scrolls: Arena』の続編でもある。

## 解説
前作『The Elder Scrolls: Arena』がタムリエル大陸全体を舞台としていたのに対し、本作ではタムリエルの2つの州であるハイロックとハンマーフェルを中心に物語が展開する。また、本作はキャラクターが探索できる15,000か所の都市・町・村・ダンジョンで構成されている。Arenaの経験値ベースのシステムは、プレイヤーにアイテムを報酬として与えるシステムに置き換えられた。
主人公はタムリエルの皇帝がダガーフォールの王にあてた手紙を探すのとかつてタムリエルを治めていたLysandusの魂を解放するという目的が課せられている。一方で、本作は自由度の高さを特徴としており、後続の作品にも取り入れられた。ゲームエンジンはベセスダが開発したXnGineが導入されており、その改良版はのちに『An Elder Scrolls Legend: Battlespire』や『The Elder Scrolls Adventures: Redguard』にて採用された。
2009年、The Elder Scrollsシリーズの15周年を記念して、本作はベセスダのWebサイトから無料でダウンロードできるようになった。また、2022年にはSteamでも無料公開された。
また、非公式のリメイクである『Daggerfall Unity』では、Unityという別のゲームエンジンが用いられている。